# Alfragide
Alfragide is een freguesia in de Portugese gemeente Amadora en telt 8 739 inwoners (2001).